# 小松正雄
小松 正雄 （こまつ まさお、1898年（明治31年）5月5日 - 没年不詳）は、日本の政治家、日本社会党参議院議員（1期）。

## 経歴
本籍福岡県。炭鉱労働や印刷業に従事する。豊前時事新聞社社長となり、小松鉱業所上正炭鉱を経営する。ほか、田川郡中、小学校PTA連合会会長、田川教育研究所顧問、福岡学芸大学（現・福岡教育大学）田川分校後援会副会長、川崎町公安委員長、社会党田川支部連顧問、同中小企業対策部長などを務める。
1950年、第2回参議院議員通常選挙に社会党から福岡県選挙区にて立候補し当選を果たす。以後当選1回。
参議院決算委員長を務めた。
1956年の第4回参議院議員通常選挙には立候補しなかった。